# Municipio de Lincoln (condado de Cloud)
El municipio de Lincoln (en inglés: Lincoln Township) es un municipio ubicado en el condado de Cloud en el estado estadounidense de Kansas. En el año 2010 tenía una población de 359 habitantes y una densidad poblacional de 6,03 personas por km².

## Geografía
El municipio de Lincoln se encuentra ubicado en las coordenadas 39°33′36″N 97°38′20″O / 39.56000, -97.63889. Según la Oficina del Censo de los Estados Unidos, el municipio tiene una superficie total de 59.52 km², de la cual 58,69 km² corresponden a tierra firme y (1,39 %) 0,83 km² es agua.

## Demografía
Según el censo de 2010, había 359 personas residiendo en el municipio de Lincoln. La densidad de población era de 6,03 hab./km². De los 359 habitantes, el municipio de Lincoln estaba compuesto por el 96,94 % blancos, el 0,28 % eran amerindios, el 1,39 % eran asiáticos, el 0,28 % eran de otras razas y el 1,11 % eran de una mezcla de razas. Del total de la población el 0,56 % eran hispanos o latinos de cualquier raza.